# 주유네스코 대한민국 대표부
주유네스코 대한민국 대표부(駐UNESCO大韓民國代表部, Permanent Delegation of the Republic of Korea to UNESCO)은 1957년 프랑스 파에 개설된 대한민국 외교부 소속의 대표부이다. 

## 상세
주유네스코 한국대표부는 대한민국의 정부 대표로서 유엔의 교육, 과학, 문화 분야 전문기구인 유네스코의 활동에 적극 참여하고, 대한민국의 입장을 효율적으로 반영하기 위해 유네스코 사무국과 긴밀히 교류한다. 특히 유네스코가 세계유산를 담당하고 있기 때문에 문화 분야에서 협력하고 있다.

## 역사
- 1957년 주유네스코 대한민국 대표부 설립